# 배트맨 (1989년 영화)
《배트맨》(영어: Batman)은 1989년 개봉한 DC 코믹스의 배트맨을 영화화한 것이다.

## 줄거리
신문 기자 알렉산더 녹스와 사진 기자 비키 베일은 고담시의 범죄자들을 표적으로 삼는 복면 자경단원 "배트맨"의 목격담을 조사한다. 둘은 억만장자 브루스 웨인이 주최한 자선 행사에 참석한다. 브루스 웨인은 어릴 적 강도가 부모를 살해하는 것을 목격한 후 비밀리에 배트맨이 된 인물이다. 이 행사에서 웨인은 베일에게 반한다.
한편, 마피아 두목 칼 그리섬은 자신의 사회병질적인 부하 잭 네이피어를 액시스 케미컬에 침입시켜 죄를 입증할 증거를 회수하도록 보낸다. 그러나 이것은 사실 네이피어가 그리섬의 정부 알리샤 헌트와 바람을 피운 대가로 살해당하도록 꾸민 계략이다. 부패한 고담시 경찰 중위 맥 엑하르트는 액시스 케미컬에 대한 무허가 급습을 감행하여 네이피어를 살해하도록 조작한다. 그러나 제임스 고든 국장은 급습 소식을 듣고 지휘권을 장악하며, 경찰들에게 네이피어를 생포하도록 명령한다. 배트맨 또한 나타나고, 네이피어는 배신에 대한 복수로 엑하르트를 쏴 죽인다. 배트맨과의 격투 중, 네이피어는 고가 보도에서 떨어져 화학 약품 통에 빠진다. 죽은 것으로 추정되었으나, 네이피어는 백악 같은 피부와 에메랄드색 머리카락 및 손톱 등 여러 기형적인 모습으로 살아남는다. 그는 손상을 복구하기 위해 수술을 받지만, 결국 경련성 미소를 띠게 된다. 끔찍한 외모로 인해 미쳐버린 네이피어는 이제 자신을 "조커"라고 부르며 그리섬을 살해하고, 그리섬의 동료들을 학살하며, 그의 사업을 장악한다.
조커는 "스마일렉스"라는 치명적인 화학물질을 다양한 위생용품에 섞어 고담을 공포에 떨게 한다. 이 물질은 희생자들이 웃다가 죽게 만든다. 조커는 곧 비키에게 집착하게 되고, 그녀를 플뤼겔하임 박물관으로 유인한다. 그곳에서 그의 부하들이 반달 행위를 시작한다. 배트맨은 비키를 구출하여 배트케이브로 데려가고, 고담 시민들이 독소로부터 피할 수 있도록 자신의 스마일렉스 연구 자료를 모두 제공한다. 그녀에 대한 사랑으로 갈등하던 웨인은 자신의 비밀 신분을 밝히기 위해 그녀의 아파트를 방문하지만, 조커가 그 만남을 방해한다. 조커는 웨인에게 "창백한 달빛 아래서 악마와 춤춰본 적이 있나?"라고 묻는데, 웨인은 이 말이 자신의 부모를 죽인 강도가 사용했던 문구임을 알아채고, 그 살인자가 처음부터 조커(네이피어로서)였음을 깨닫는다. 조커는 웨인을 쏘지만, 웨인은 셔츠 아래 숨겨둔 서빙 쟁반 덕분에 살아남는다.
비키는 웨인의 집사 알프레드 페니워스에 의해 배트케이브로 옮겨진다. 알프레드는 두 사람의 관계를 유도하고 있었다. 비키가 그의 비밀을 알게 된 후, 웨인은 그들의 관계보다 도시를 위해 조커와 싸우기로 결정한다. 그는 스마일렉스 생산에 사용된 액시스 공장을 파괴하기 위해 떠난다. 한편, 조커는 고담의 시민들을 고담의 200주년 기념 퍼레이드로 유인하며 공짜 돈을 약속한다. 이것은 거대한 퍼레이드 풍선 안에 담긴 스마일렉스 가스로 그들에게 독을 투여하기 위한 함정임이 밝혀진다. 배트맨은 자신의 배트윙을 사용하여 풍선을 제거함으로써 그의 계획을 좌절시키지만, 조커는 그를 쏜다. 배트윙은 대성당 앞에 추락하고, 조커는 이를 이용하여 비키를 인질로 잡는다. 배트맨은 조커를 추격하고, 이어진 싸움에서 네이피어가 자신의 부모를 죽였으며, 따라서 간접적으로 배트맨을 만들었다고 설명한다. 조커는 결국 배트맨과 비키를 대성당 지붕 너머로 끌어당겨 매달리게 하고 헬리콥터를 부른다. 헬리콥터는 그의 부하들이 조종하며, 그들이 올라갈 사다리를 던져준다. 배트맨은 갈고리를 사용하여 조커의 다리를 무너지는 가고일에 묶고, 가고일은 결국 지붕에서 떨어진다. 거대한 조각상의 무게를 견디지 못한 조커는 추락사하고, 배트맨과 비키는 안전하게 탈출한다.
얼마 후, 고든은 경찰이 조커의 부하들을 모두 체포하고 칼 그리섬의 마피아 조직 잔당들을 효과적으로 해체했다고 발표하며, 배트 시그널을 공개한다. 배트맨은 경찰에게 쪽지를 남겨 범죄가 다시 발생할 경우 고담을 수호하겠다고 약속하며, 위급 시 자신을 소환하기 위해 배트 시그널을 사용해 달라고 요청한다. 알프레드는 비키를 웨인 저택으로 데려가며, 웨인이 조금 늦을 것이라고 설명한다. 그녀는 놀라지 않는다고 답하는데, 배트맨은 도시를 감시하며 지붕에서 시그널의 투영을 바라보고 있다.

## 배역
- 마이클 키턴 - 배트맨 / 브루스 웨인
- 잭 니컬슨 - 조커 / 잭
- 킴 베이싱어 - 비키 베일
- 로버트 월 - 알렉산더 녹스
- 팻 힝글 - 제임스 고든 경감
- 빌리 디 윌리엄스 - 하비 덴트
- 마이클 고프 - 알프레드 페니워스
- 잭 팰런스 - 칼 그리섬

## 한국어 더빙 성우진

### SBS (1992년 2월 1일)
- 이정구 - 브루스 웨인/배트맨(마이클 키튼)
- 배한성 - 조커(잭 니콜슨)
- 송도영 - 비키(킴 베이신저)
- 김관철 - 녹스(로버트 월)
- 신성호 - 하비 검사(빌리 디 윌리엄스)
- 임종국 - 알프레드(마이클 고)
- 김병관 - 그리섬 사장(잭 팰런스)
- 강희선 - 알리샤(제리 홀) / 르네(라셀 칼)
- 장승길 - 밥(트레이시 월터)
- 김규식 - 고담 시장(리 월레스)
- 윤기황 - 로버트(안소니 윌링튼) / 닉(크리스토퍼 페어뱅크)
- 탁재인 - 경찰반장(윌리엄 훗킨스)
- 박상일 - 국장(팻 힝글) / 의사(스티브 플라이터스)
- 김환진 - 방송국 직원(리차드 더슨) / 그리섬 부하 직원(조지 로스)
- 이연희 - 베키(킷 홀러바크)
- 김태연 - 아나운서(브루스 맥과이어)
- 박영희 - 뉴스 앵커(케이트 하퍼)
- 이종혁 - 에디(조지 로스)
- 김태웅 - 경찰(레그 터너)

### KBS (2012년 4월 28일)
- 이정구 - 브루스 웨인/배트맨(마이클 키튼)
- 홍진욱 - 조커(잭 니콜슨)
- 송도영 - 비키(킴 베이신저)
- 박영재 - 녹스(로버트 월)
- 김규식 - 알프레드(마이클 고) / 고담 시장(리 월레스)
- 노민 - 경찰국장(팻 힝글) / 조폭(존 디어)
- 김병관 - 그리섬(잭 팰런스)
- 김소형 - 하비 덴트(빌리 디 윌리엄스) / 에카르트(윌리엄 훗킨스)
- 오수경 - 알리샤(제리 홀)
- 심승한 - 밥(트레이시 월터) / 조커의 친구(클라이드 가텔)
- 백승철 - 닉(크리스토퍼 페어뱅크)
- 배영규 - 에디(조지 로스)
- 홍수정 - 아나운서(케이트 하퍼)
- 김태영 - 로렐리(에드윈 크레이그)